# 24-Stunden-Rennen auf dem Nürburgring 1979

Streckenführung für das 24-Stunden-Rennen bis 1982

Das 24-Stunden-Rennen auf dem Nürburgring 1979 (Eigenschreibweise: 8. Internationales ADAC 24 Stunden-Rennen) war die 8. Auflage des 24-Stunden-Rennens auf dem Nürburgring und fand vom 6. bis 7. Oktober 1979 statt.

## Das Rennen
Erstmals galt das 24-Stunden-Rennen auf dem Nürburgring als „Endlauf zur Trans-Europa-Trophäe“ als eine europaweite Meisterschaft für seriennahe Tourenwagen. Dadurch wurde das Rennen vom Veranstalter nur noch für leicht verbesserte Serien-Tourenwagen der Gruppe 1 ausgeschrieben. Gran Turismo Fahrzeuge der Gruppe 3, wie das Siegfahrzeug des Vorjahres, waren nicht mehr zugelassen. Somit waren Ford Rennfahrzeuge die großen Favoriten auf den Gesamtsieg.
Nach drei Siegen in Folge durch Herbert Hechler und Fritz Müller – teilweise mit Karl-Heinz Quirin bzw. Franz Gschwendtner als dritten Fahrer – auf einem Porsche 911 Carrera 3.0 gewann 1979 mit einem Ford Escort RS2000 zum ersten Mal Ford als dritter Hersteller nach BMW und Porsche das 24-Stunden-Rennen am Nürburgring. Hinter der siegreichen Mannschaft des Sport Car Club of Stuttgart mit Herbert Kummle, Karl Mauer und Winfried Vogt platzierten sich Gordon Spice Racing mit Gordon Spice, Jean-Michel Martin und Philippe Martin auf einem Ford Capri sowie Ford Berkenkamp Racing mit Dieter Selzer, Winfried Maiworm und Matthias Schneider, ebenfalls auf einem Ford Escort RS2000.
Gordon Spice Racing ging als Mitfavorit ins Rennen, nachdem Gordon Spice das 24-Stunden-Rennen von Spa-Francorchamps 1978 und Jean-Michel und Philippe Martin das 24-Stunden-Rennen von Spa-Francorchamps 1979 gewonnen hatten. Nach einer Stunde fiel Gordon Spice jedoch nach Reifenschaden auf den 53. Platz zurück. Nachdem die Escort RS2000 von Berkenkamp, Eichberg und KWS im Kampf um den Sieg aus- oder zurückfielen, konnten sich Gordon Spice, Jean-Michel Martin und Philippe Martin wieder nach vorne arbeiten und beendeten das Rennen auf dem zweiten Platz hinter der Mannschaft des Sport Car Club of Stuttgart, die in ihrem RS2000 ein taktisch kluges Rennen fuhren. Herbert Kummle, Karl Mauer und Winfried Vogt übernahmen nach zwei Drittel der Renndistanz die Führung und gaben diese nicht wieder her.
Bernpeter Aurand und Paul-Martin Dose wurde der Klassensieg in der Klasse 1 nach dem Rennen aberkannt da das Fahrzeug nicht dem Reglement entsprach, neue Klassensieger wurden Herbert Schuster, Johannes Scheid und Heinz-Dieter Heick. Das Team VW Schulz-TM Automobiltechnik RG Essen mit Jürgen Ilgner, Klaus Hofmann und Andreas Graf Praschma am Steuer, gewann die in diesem Jahr erstmals ausgeschriebene Klasse für Dieselfahrzeuge. Mit einem 8. Gesamtrang sicherte sich Peter Seikel, nicht nur den Klassensieg in der Klasse für Fahrzeuge der Gruppe 1 bis 1600 ccm, sondern auch, den Titel der Trans-Europa-Trophäe 1979.
Das BF Goodrich Team Highball ging 1979 mit zwei AMC Spirit an den Start und reiste mit einer großen Mannschaft, einem Filmteam, einem Hubschrauber und einem Budget von 500.000 US-Dollar an. Mit Straßenreifen spielten die Fahrzeuge trotz hoher Motorleistung jedoch keine Rolle im Kampf um den Gesamtsieg und platzierten sich am Ende auf dem 25. und dem 42. Gesamtrang.

## Streckenführung
Da die heutige Grand-Prix-Strecke am Nürburgring erst 1983 gebaut wurde, fuhr das 24-Stunden-Rennen bis 1982 auf einer ursprünglichen Streckenführung des Nürburgrings. Neben der Nordschleife war dies nur die „Betonschleife“ genannte Start-und-Ziel-Schleife.

## Rennklassen
- Klasse 1: Gruppe 1 bis 1000 ccm
- Klasse 2: Gruppe 1 bis 1150 ccm
- Klasse 3: Gruppe 1 bis 1300 ccm
- Klasse 4: Gruppe 1 bis 1600 ccm
- Klasse 5: Gruppe 1 bis 2000 ccm
- Klasse 6: Gruppe 1 bis 2500 ccm
- Klasse 7: Gruppe 1 bis 3500 ccm
- Klasse 8: Gruppe 1 über 3500 ccm
- Klasse 9: Dieselfahrzeuge ohne Hubraumbegrenzung
- Klasse 10: Fahrzeuge nach Renault 5 Alpine Markenpokal Reglement

## Ergebnisse

### Schlussklassement
| Pos.            | Klasse | Nr. | Team                                              | Fahrer                                                            | Fahrzeug                 | Runden |
| --------------- | ------ | --- | ------------------------------------------------- | ----------------------------------------------------------------- | ------------------------ | ------ |
| 1               | 5      | 27  | Sports Car Club of Stuttgart                      | Herbert Kummle Karl Mauer Winfried Vogt                           | Ford Escort RS 2000      | 140    |
| 2               | 7      | 6   | Gordon Spice Racing                               | Gordon Spice Jean-Michel Martin Philippe Martin                   | Ford Capri               | 137    |
| 3               | 5      | 6   | Ford Berkenkamp Racing                            | Dieter Selzer Winfried Maiworm Matthias Schneider                 | Ford Escort RS 2000      | 136    |
| 4               | 5      | 47  | Sportfahrergemeinschaft Köln                      | Franz-Josef Bröhling Manfred Lauderbach Heinz Schaaf              | Ford Escort RS 2000      | 133    |
| 5               | 5      | 29  | AC Versmold e. V. im ADAC                         | Erwin Menzefricke Hubert Wulff Bernd Sudhölter                    | Ford Escort RS 2000      | 132    |
| 6               | 7      | 10  | Gilden Kölsch Racing Team                         | Herbert Herler Fred Räk Ulli Lohrer                               | Opel Commodore GS/E      | 132    |
| 7               | 5      | 31  | Rallye Racing Team Scheer                         | Josef Högg Axel von Hatten Peter Kemmer                           | Ford Escort RS 2000      | 131    |
| 8               | 4      | 55  | ABEX-Pagid-Caramba Racing Team                    | Hans-Joachim Nowak Peter Seikel Willi Bergmeister                 | Audi 80 GTE              | 130    |
| 9               | 5      | 46  |                                                   | Friedhelm Mantz Hans-Jürgen Pill Erhard Brochwitz                 | Ford Escort RS 2000      | 128    |
| 10              | 5      | 23  | Yale Stapler Team                                 | Heiner Müller Peter-Paul Biewald Michael Middelhaufe              | BMW 2002 tii             | 128    |
| 11              | 4      | 54  | AC Bad Honnef e. V. im ADAC                       | Hans-Jörn Ley Josef Rietmann Kurt Beise                           | VW Golf GTi              | 127    |
| 12              | 7      | 8   |                                                   | Walter Löffler Hugo Nückel Axel Felder                            | Opel Monza 3,0 E         | 127    |
| 13              | 4      | 57  | Postert Toyota                                    | Karl-Heinz Gürthler Karl-Heinz Schäfer Winfried Vogt              | Toyota Celica            | 126    |
| 14              | 10     | 140 |                                                   | Fritz-Richard Friebel Leo Steiner Wolfgang Krankemann             | Renault R5 Alpine        | 126    |
| 15              | 3      | 67  | Weber Racing Berlin                               | Martin Weber Herbert Lingmann Jürgen Siebert                      | Alfasud Ti               | 126    |
| 16              | 2      | 91  | Valvoline Renngemeinschaft Düren im DMV           | Ulrich Sieling Manfred von der Stück Paul Hulverscheid            | Fiat 128 Coupé           | 123    |
| 17              | 5      | 28  | KWS Autotechnik                                   | Hartmut Bauer Axel Felder Peter Prang                             | Ford Escort RS 2000      | 123    |
| 18              | 2      | 105 |                                                   | Franz-Josef Hackmann Walter Saller Alfred Lampa                   | VW Polo                  | 123    |
| 19              | 2      | 97  | Cavallo Matras                                    | Heinz Baumgartner Franz Trafela Hans-Georg Persch                 | Audi 50 GL               | 123    |
| 20              | 5      | 33  | Auto Wilhelmy Racing Team                         | Udo Piesack Wolfgang Dackweiler Peter Valder                      | Opel Kadett GT/E         | 122    |
| 21              | 5      | 35  | Rhein-Rhur-Racing-Team                            | Karl-Heinz Dalemans Werner Wisinger Karl-Heinz Fronhofen          | Opel Kadett GT/E         | 122    |
| 22              | 2      | 102 | AC Radevormwald Team Fuffu                        | Veit Krämer Bernd Blasberg Jürgen Fritzsche                       | Audi 50                  | 121    |
| 23              | 3      | 72  | Haribo Lakritzen Racing Team ADAC Bonn            | Helmut Klinkhammer Bodo Eichner Alfred Zilles                     | Simca Rallye             | 121    |
| 24              | 2      | 96  | Motorsportclub Gütersloh                          | Rudi Wagner Rolf-Dieter Klenke                                    | Audi 50                  | 121    |
| 25              | 8      | 1   | BF Goodrich Team Highball                         | Gary Witzenberg Lyn St. James Jim Downing                         | AMC Spirit AMX           | 121    |
| 26              | 10     | 143 | Scuderia Westfalia e. V.                          | Rüdiger Schöfisch Alfred Mühlenbruch Klaus-Jürgen Schmitt         | Renault R5 Alpine        | 121    |
| 27              | 3      | 71  | Haribo Lakritzen Racing Team ADAC Bonn            | Hans-Günther Stoffel Sr. Hans-Günther Stoffel Jr. Rolf Rosenkranz | Alfa Romeo 1300 GTJ      | 120    |
| 28              | 2      | 102 | AC Radevormwald Team Fuffu                        | Horst Scheidereiter Wolfgang Partenheimer Manfred Wader           | Audi 50                  | 120    |
| 29              | 7      | 11  | MSC Adenau e. V. im ADAC                          | Christof Bär Winfried Esser Christof Esser                        | Opel Commodore GS/E      | 120    |
| 30              | 6      | 20  | Müllerbräu Valvoline Racing Team                  | Fritz Müller Lothar Schörg                                        | Mazda RX-7               | 120    |
| 31              | 2      | 98  |                                                   | Klaus Wassyl Konrad Lammers Lothar Probsthain                     | Audi 50                  | 119    |
| 32              | 4      | 53  |                                                   | Günter Bochem Jürgen Josting Norbert Bormann                      | VW Golf GTi              | 119    |
| 33              | 3      | 66  | Weber Racing Berlin                               | Jürgen Siebert Jörn Ahrendt Herbert Lingmann                      | Alfasud Ti               | 118    |
| 34              | 4      | 50  | Belgian VW-Club Bruxelles                         | Michel Chapel Jean-Paul Prossnitz Jean-Claude Toby                | VW Scirocco GTi          | 118    |
| 35              | 5      | 36  |                                                   | Klaus Arendt Klaus Bühren Volker Freukes                          | Opel Kadett GT/E         | 118    |
| 36              | 4      | 58  | MS Racing Team e. V. im DMV                       | Bernhardt Schmitz-Moormann Jochen Schwarz Wilfried Thomas         | Toyota Celica            | 117    |
| 37              | 4      | 61  |                                                   | Arthur Eickenbeck Ingolf Lucas Bernd Altmann                      | VW Golf GTi              | 117    |
| 38              | 2      | 94  | Renngemeinschaft MSC Langenfeld                   | Michael Stephan Thomas Stephan Gottfried Arndt                    | Autobianchi A112 Abarth  | 116    |
| 39              | 9      | 130 | VW Schulz-TM Automobiltechnik RGS                 | Jürgen Ilgner Klaus Hofmann Andreas Graf Praschma                 | VW Golf GTD              | 116    |
| 40              | 3      | 68  |                                                   | Rudolf Baum Wolfgang Becker Hans-Georg Ströter                    | Alfasud Ti               | 116    |
| 41              | 7      | 12  |                                                   | Horst Woitech Hubert Weis Harthmut Böhme                          | Opel Commodore GS/E      | 116    |
| 42              | 8      | 2   | BF Goodrich Team Highball                         | Amos Johnson Dennis Shaw James Brolin                             | AMC Spirit AMX           | 116    |
| 43              | 10     | 144 | Sportfahrergemeinschaft Köln                      | Bert Baustian Manfred Huckschlag Peter Staffel                    | Renault R5 Alpine        | 115    |
| 44              | 1      | 124 | MSC Adenau e. V. im ADAC                          | Herbert Schuster Johannes Scheid Heinz-Dieter Heick               | Autobianchi A112 Abarth  | 114    |
| 45              | 3      | 78  |                                                   | Gerd Ewertz Robert Baumann                                        | Ford Escort              | 114    |
| 46              | 3      | 74  | AC Radevormwald Team Fuffu                        | Volker Solbach Hans-Hermann Kempe Frank Pfeiffer                  | Simca Rallye             | 114    |
| 47              | 5      | 38  |                                                   | Josef Duda Rudolf Duda Helmut Titz                                | Opel Kadett GT/E         | 113    |
| 48              | 10     | 145 | Manfred Jaschek Renault Service Team              | Kurt Vögtlin Hans-Günther Agosti                                  | Renault R5 Alpine        | 112    |
| 49              | 3      | 79  | Hörmann Motorsport                                | Bernd Kausemann Franz Hagen                                       | Fiat 128 Berlinetta      | 112    |
| 50              | 2      | 100 |                                                   | Michael Martick Josef Reip                                        | Audi 50 GL               | 111    |
| 51              | 1      | 122 | Automobilclub Monheim e. V. im DMV                | Georg von Adamfi Bernd Kleve Franz Maintz                         | VW Polo                  | 111    |
| 52              | 3      | 65  | P+M Akemie Team                                   | Friedhelm Przyklenk Toni Ochs Udo Lohmann                         | Toyota Starlet           | 110    |
| 53              | 2      | 92  | BMC Wuppertal e. V. im ADAC                       | Reinhold Packeisen Jr. Reinhold Packeisen Sr. Wolfgang Packeisen  | Autobianchi A112 Abarth  | 109    |
| 54              | 9      | 131 |                                                   | Lutz-Wilhelm Höhl Lutz Höhl Siegfried Zemke                       | VW Gold GTD              | 109    |
| 55              | 1      | 118 | Renngemeinschaft Siegelar                         | Axel Kaske Armand Müller Kurt Hens                                | Autobianchi A 112 Abarth | 108    |
| 56              | 3      | 73  | RGS ETH Tuning                                    | Karl-Heinz Ben Achmed Peter Oberdieck Ernst Thierfelder           | Simca Rallye             | 108    |
| 57              | 9      | 133 | Auto Wilhelmy Racing Team                         | Peter Valder Paul Strohe Peter Scherer                            | VW Golf GTD              | 108    |
| 58              | 3      | 69  | D.A.M.C. 05 e. V. im ADAC                         | Bernd Jakubik Gerd Holtkamp Götz Sporkhorst                       | Alfa Romeo GTJ           | 108    |
| 59              | 2      | 107 |                                                   | Dietmar Reysen Erwin Reim Gerd Wachter                            | Autobianchi A 112 Abarth | 107    |
| 60              | 3      | 77  | Gilden Kölsch Racing Team                         | Dieter Möller Klaus Fankel Friedrich Würges                       | Ford Fiesta              | 107    |
| 61              | 2      | 106 | Sportfahrergemeinschaft Bergheim                  | Franz Mainz Karl-Heinz Hauwarth Dietmar Steeg                     | Audi 50                  | 106    |
| 62              | 9      | 132 | Heigo Autotechnik                                 | Leonhard Leutheuser Wolfgang Geisler Peter Schöller               | VW Golf GTD              | 105    |
| 63              | 1      | 121 |                                                   | Klaus Kilsch Hans-Lothar Coberger Bernd Coberger                  | Autobianchi A 112 Abarth | 104    |
| 64              | 1      | 115 | P+M Akemie Team                                   | Friedhelm Przyklenk Richard Bartz Willy Krumbach                  | Toyota Starlet           | 104    |
| 65              | 3      | 83  | Automobilclub Rübenach e. V. im ADAC              | Horst Willems Werner Dittert Jutta Willems                        | Simca rallye 2           | 103    |
| 66              | 1      | 117 |                                                   | Gerhard Flentje Friedrich Heiles Karl-Heinz Luft                  | Datsun 100 A             | 100    |
| 67              | 3      | 80  | Automobilclub Altkreis Schwelm                    | Jürgen Voll Dietmar Lorken Alfred Kurpjuhn                        | Fiat 128 Sl              | 99     |
| 68              | 4      | 64  | Benzinfüchse Solingen                             | Gerhard Püttbach Hans-Joachim Stucksdorf Dieter Fischer           | VW Scirocco GTi          | 99     |
| 69              | 3      | 81  |                                                   | Dieter Alt Dieter Fischer Gerhard Winkler                         | Fiat 128 AC              | 96     |
| 70              | 2      | 104 | RG Motorsportverband Bergisch-Land                | Uwe Schrammen Jürgen Fischer Walter Modregger                     | VW Polo                  | 95     |
| 71              | 1      | 116 |                                                   | Thomas Schilling Martin Schilling Ludwig Kirchhoff                | Mini 1000                | 95     |
| Ausgefallen     |        |     |                                                   |                                                                   |                          |        |
| 72              | 5      | 45  | Ford Berkenkamp Racing                            | Wolfgang Wolf Dieter Selzer Armin Hahne                           | Ford Escort RS2000       | 120    |
| 73              | 7      | 55  | KWS Autotechnik                                   | Marco-Antonio Tolama Santiago Fernández Mark McCaig               | Ford Capri               | 112    |
| 74              | 5      | 26  | Eichberg Racing                                   | Helmut Döring Bernhard Dransmann Dieter Gartmann                  | Ford Escort RS2000       | 112    |
| 75              | 10     | 141 | Renngemeinschaft MSC Langenfeld                   | Uwe Reich Bodo Beil Bruno Stanjek                                 | Renault 5 Alpine         | 107    |
| 76              | 10     | 147 | Bose HiFi Racing Team                             | Jacques Isler Edi Kamm                                            | Renault 5 Alpine         | 106    |
| 77              | 10     | 142 | Team Air Press Wind Deflectors                    | Claus Nowack Volker Strycek                                       | Renault 5 Alpine         | 102    |
| 78              | 7      | 14  | MS Racing Team e. V. im ADAC                      | Otto Sohn Jürgen Bonk Rudolf Gülker                               | BMW Coupé                | 89     |
| 79              | 5      | 30  |                                                   | Harald Tonat Joachim Nareike Willi Hüsgen                         | Ford Escort RS2000       | 82     |
| 80              | 7      | 16  | ABEX-Pagid-Caramba Racing Team                    | Johann Weisheidinger Dietmar Hackner Axel Sonntag                 | Opel Monza 3,0 E         | 80     |
| 81              | 5      | 42  | Ratiomed Köln Schlüsselfertige med. Einrichtungen | Fritz-Richard Friebel Uwe Reich Herbert Paffen                    | Ford Escort RS2000       | 63     |
| 82              | 5      | 43  | Ratiomed Köln Schlüsselfertige med. Einrichtungen | Armin Siefener Karl Hawig Josef Jüngel                            | Ford Escort RS2000       | 63     |
| 83              | 1      | 123 | Siegener Automobil Club                           | Klaus Wiedmann Richard Behnke Günter Benecke                      | Autobianchi A112 Abarth  | 62     |
| 84              | 1      | 120 | MSC Stuttgart e. V. im ADAC                       | Manfred Lambeck Friedrich-Wilhelm Eicker Walter Ehrle             | Autobianchi A112 Abarth  | 60     |
| 85              | 3      | 84  | Simca NS Motorsport Team                          | Ludwig Nett Hans-Peter Morawietz Klaus Wey                        | Simca Rallye 2           | 57     |
| 86              | 2      | 99  | Kempen Racing Team                                | Dirk Steinfeld Bernd Degner Wolfgang Weiden                       | Audi 50 GLS              | 57     |
| 87              | 2      | 93  | Automobilclub Altkreis Schwelm                    | Wilfried Schreckert Alfred Kurpjuhn Dieter Raasch                 | Autobianchi A112 Abarth  | 56     |
| 88              | 2      | 93  |                                                   | Klaus-Peter Böck Lutz Jacob Hans-Udo Neuhoff                      | Autobianchi A112 Abarth  | 48     |
| 89              | 2      | 95  |                                                   | Hans-Joachim Kretschmer Rolf Schumacher Hans-Josef Frings         | Ford Escort RS2000       | 46     |
| 90              | 7      | 9   | Auto Wilhelmy Racing Team                         | Jochen-Dieter Lingen Willi Kleesattel Rolf Körner                 | Open Commodore GSE       | 44     |
| 91              | 4      | 52  | Automobilsportcenter Hameln/Misczyk-Tuning        | Michael Eschmann Klaus Ligensa Hans Stuckenbrock                  | VW Scirocco GTi          | 37     |
| 92              | 4      | 56  | Automobilclub Altkreis Schwelm                    | Rafael Lunau Gerhard Kliem Friedrich-Wilhelm Kliem                | Audi 80 GTE              | 34     |
| 93              | 10     | 148 |                                                   | Peter Oberndorfer Christian Danner Gottfried Rampel               | Renault R5 Alpine        | 33     |
| 94              | 5      | 39  | Alfa Romeo Hähn                                   | Frank Mayr Manfred Mohr Willi Bergmeister                         | Alfa Romeo GTV           | 30     |
| 95              | 5      | 48  | Mantzel & Kissling                                | Wolfgang Offermann Rolf Pietsch Robert Rupitsch                   | Opel Kadett GT/E         | 27     |
| 96              | 6      | 21  |                                                   | Hermann Bongen Rolf Bongen Heinz Meuren                           | Audi 100 5E              | 26     |
| 97              | 5      | 37  | Scuderia Teutonia Gütersloh                       | Rainer Pötting Dieter Tschech Heinz Lüke                          | Opel Kadett GT/E         | 26     |
| 98              | 2      | 103 | AC Bad Honnef e. V. im ADAC                       | Dr. Friedrich-Wilhelm Stallmann Wolfgang Mertgen Hans Jörn Ley    | Audi 50                  | 26     |
| 99              | 2      | 90  | Automobilsportcenter Hameln/Misczyk-Tuning        | Wolf-Dieter Feuerlein Harald Wester Michael Eschmann              | Fiat 128 Coupé           | 25     |
| 100             | 3      | 82  | Pronto Print Racing Team                          | Bernd Gratze Jürgen Kremerskothen Karl-Ernst Brune                | Alfasud Sprint           | 22     |
| 101             | 4      | 62  | East Belgian Racing Team ASBL                     | Charles Brunninghausen Leo Langer                                 | Toyota Truneo            | 17     |
| 102             | 4      | 51  | VW Schultz TM Automobiltechnik RGS                | Hans-Jürgen Hoffknecht Friedhelm Croes Werner Horn                | VW Scirocco GTi          | 13     |
| 103             | 5      | 25  | East Belgian Racing Team ASBL                     | Léopold Clohse Axel Huweler Georges Cremer                        | Fiat 131 Racing          | 4      |
| 104             | 3      | 76  |                                                   | Frithjof Erpelding Hanjo Christmann                               | Honda Civic              | 4      |
| 105             | 1      | 125 |                                                   | Benedikt Philipsen Karl-Heinz Philipsen Detlef Helten             | Autobianchi A112 Abarth  | 4      |
| 106             | 5      | 34  | MSC Adenau e. V. im ADAC                          | Michael Bitschnau Michael Degenhardt Christoph Esser              | Opel Kadett GT/E         | 3      |
| 107             | 9      | 134 | VW Schulz TM Automobiltechnik RGS                 | Jürgen Ilgner Klaus Hofmann Andreas Graf Praschma                 | VW Golf GTD              | 2      |
| 108             | 4      | 59  |                                                   | Manfred Busch Peter Gerlach Herbert Niederhoff                    | Alfa Romeo Giulia        | 0      |
| Disqualifiziert |        |     |                                                   |                                                                   |                          |        |
|                 | 1      | 119 |                                                   | Berndpeter Aurand Paul-Martin Dose                                | Autobianchi A112 Abarth  | 116    |

### Nur in der Meldeliste
Zu diesem Rennen sind keine weiteren Meldungen bekannt.

### Klassensieger
| Klasse    | Fahrer                | Fahrer                | Fahrer                | Fahrzeug                | Platzierung im Gesamtklassement |
| --------- | --------------------- | --------------------- | --------------------- | ----------------------- | ------------------------------- |
| Klasse 10 | Fritz-Richard Friebel | Leo Steiner           | Wolfgang Krankemann   | Renault R5 Alpine       | Rang 14                         |
| Klasse 9  | Jürgen Ilgner         | Klaus Hofmann         | Andreas Graf Praschma | VW Golf GTD             | Rang 39                         |
| Klasse 8  | Gary Witzenberg       | Lyn St. James         | Jim Downing           | AMC Spirit AMX          | Rang 25                         |
| Klasse 7  | Gordon Spice          | Jean-Michel Martin    | Philippe Martin       | Ford Capri              | Rang 2                          |
| Klasse 6  | Fritz Müller          | Lothar Schörg         |                       | Mazda RX 7              | Rang 30                         |
| Klasse 5  | Herbert Kummle        | Karl Mauer            | Winfried Vogt         | Ford Escort RS          | Gesamtsieg                      |
| Klasse 4  | Hans-Joachim Nowak    | Peter Seikel          | Willi Bergmeister     | Audi 80                 | Rang 8                          |
| Klasse 3  | Martin Weber          | Herbert Lingmann      | Jürgen Siebert        | Alfasud Ti              | Rang 15                         |
| Klasse 2  | Ulrich Sieling        | Manfred von der Stück | Paul Hulverscheid     | Fiat 128 Coupé          | Rang 16                         |
| Klasse 1  | Herbert Schuster      | Johannes Scheid       | Heinz-Dieter Heick    | Autobianchi A112 Abarth | Rang 44                         |

### Renndaten
- Gemeldet: unbekannt
- Gestartet: 109
- Gewertet: 71
- Rennklassen: 10
- Zuschauer: unbekannt
- Wetter am Renntag: unbekannt
- Streckenlänge: 22,835 km
- Fahrzeit des Siegerteams: unbekannt
- Gesamtrunden des Siegerteams: 140
- Gesamtdistanz des Siegerteams: 3196,900 km
- Siegerschnitt: 133,195 km/h
- Pole-Position: unbekannt
- Schnellste Rennrunde: Helmut Döring/Bernhand Dransmann/Dieter Gartmann – Ford Escort RS2000 (#26) – 9:27,000
- Rennserie: 3. Lauf der Trans-Europa-Trophäe